# Goclenius

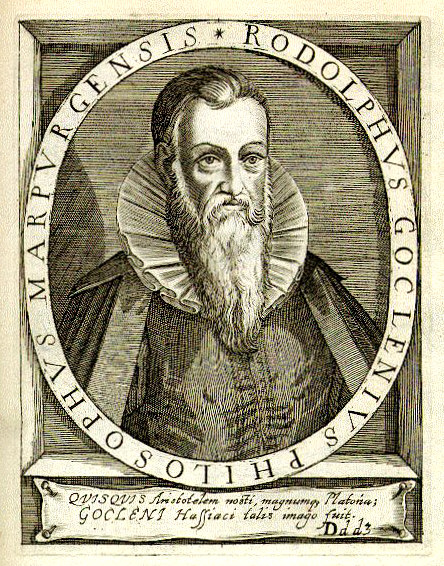
Rudolf Goeckel

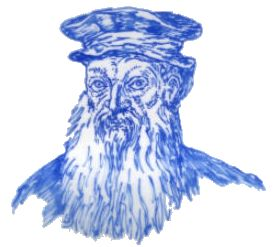
Rudolf Goeckel

Goclenius (Rudolph Goeckel, ur. 1 marca 1547 w Korbach, zm. 8 czerwca 1628 w Marburgu) – niemiecki filozof, profesor logiki w Akademii w Marburgu.

## Życiorys
Studiował w Erfurtcie, Marburgu i w Wittenberdze. Po skończeniu studiów w 1571 roku był dyrektorem szkoły w rodzinnym Korbach. W 1581 roku landgraf Wilhelm IV, znany astronom, umożliwił mu pracę w Akademii w Marburgu. Tam zajmował się filozofią, logiką, metafizyką i etyką. Jako prawdziwy humanista swoich czasów pisał rozprawy z takich dziedzin jak: matematyka, geografia, astronomia, botanika, zoologia czy medycyna. Jego najstarszy syn Rudolf Goclenius Młodszy również był profesorem w Marburgu.
Goclenius jest uważany za pierwszą osobę, która użyła w druku słowo „psychologia”. W 1590 roku napisał łacińską rozprawę pod tytułem: „ΨΥΧΟΛΟΓΙΑ: hoc est, de hominis perfectione, animo, et in primis ortu huius, commentationes ac disputationes quorundam Theologorum & Philosophorum nostræ ætatis, quos versa pagina ostendit” co można przetłumaczyć jako: „Psychologia, czyli o doskonałości człowieka, o duszy, a przede wszystkim o jej pochodzeniu rozważania i rozprawy wybranych współczesnych teologów i filozofów, których nazwiska znajdują się na odwrotnej stronie”. Goclenius jednak nie przywiązywał do tej nazwy zbyt wielkiej wagi, gdyż w jego późniejszych dziełach, słowo to nie występuje.

## Dzieła Gocleniusa
- Psychologia: hoc est, De hominis perfectione, animo et in primis ortu hujus, commentationes ac disputationes quorundam theologorum & philosophorum nostrae aetatis, Marburg 1590
- Oratio de natura sagarum in purgatione examinatione per Frigidam aquis innatantium, Marburg 1590.
- Problematum logicorum, 1590
- Partitio dialectica, Frankfurt 1595
- Isagoge in peripateticorum et scholasticorum primam philosopiam, quae dici consuevit metaphysica, 1598
- Institutionum logicarum de inventione liber unus, Marburg 1598
- Isagoge in Organum Aristotelis, 1598
- Physicae completae speculum, Frankfurt 1604
- Dilucidationes canonum philosophicorum, Lich 1604
- Controversia logicae et philosophiae, ad praxin logicam directae, quibus praemissa sunt theoremata seu praecepta logica, Marburg 1604
- Conciliator philosophicus, 1609
- Lexicon philosophicum, quo tantam clave philosophiae fores aperiuntur, 1613
- Lexicon philosophicum Graecum, Marburg 1615